# Kim Richardson

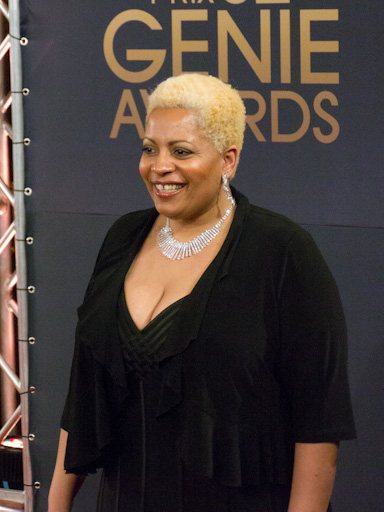
Kim Richardson (2012)

Kimberly Ann „Kim“ Richardson (* 22. Dezember 1965 in Richmond Hill, Ontario) ist eine kanadische Sängerin und Schauspielerin.

## Leben und Wirken
Richardson, die Tochter der Sängerin und Schauspielerin Jackie Richardson, erhielt früh Ballettunterricht und begann im Alter von sieben Jahren im Kirchenchor zu singen. Sie trat in der Schule im Theater auf; ihre Musikkarriere begann im Alter von sechzehn Jahren, als sie sich dem lokalen Quartett „The Tiaras“ anschloss. Auch gehörte sie zur Familienband The Richardsons.
Mit Richardsons erster Aufnahme, der Dance-Pop-Single „He’s My Lover“, die 1985 veröffentlicht wurde, wurde sie bei den Juno Awards 1986 mit dem Preis für die vielversprechendste weibliche Künstlerin ausgezeichnet. Ihre zweite Single „Peek-a-Boo“, die im folgenden Jahr erschien, gewann bei den Juno Awards 1987 den Preis für die beste R&B/Soul-Aufnahme. Der Song wurde außerdem bei den Black Music Awards of Canada 1987 als beste Single und Richardson als beste Künstlerin ausgezeichnet. Ihre dritte Single, „I Want It“, folgte 1987.
Anschließend zog Richardson nach Montreal. Bereits 1988 trat sie mit dem Montreal Jubilation Gospel Choir auf, dem sie mehrere Jahre angehörte. Daneben war sie Mitglied im Sextett von Jim Hillman, mit dem sie das Album The Merlin Factor einspielte, das 1995 den Juno Award für das beste zeitgenössische Jazzalbum erhielt. Auch tourte sie in Kanada und in Europa mit Richard Séguin, Roch Voisine, Julie Masse, Daniel Seff, Lara Fabian und Bruno Pelletier.
Richardson arbeitete weiterhin in Montreal als Jazzsängerin und als Darstellerin in Musiktheaterproduktionen wie Ain’t Misbehavin’ und Cookin’ at the Cookery: The Music & Times of Alberta Hunter; sie wurde jeweils mit dem Dora Mavor Moore Award ausgezeichnet. Ihr erstes Album, Kaleidoscope, erschien 2006, ihr zweites, Mes amours, folgte 2011. Außerdem wirkte sie als Schauspielerin und an den Aufnahmen zum Soundtrack des Spielfilms Funkytown (2011) mit; für den Song „Waiting For Your Touch“, der im Film enthalten ist, gewann sie einen Genie Award für den besten Originalsong.
In den letzten Jahren arbeitete sie zudem mit dem Sänger Jonathan Roy zusammen.

## Diskographische Hinweise
- Kaleidoscope (Disques BrosCanteur 2006)
- Mes Amours (Star 2011)